# Pagurotanais
Pagurotanais är ett släkte av kräftdjur. Pagurotanais ingår i familjen Pagurapseudidae.
Kladogram enligt Catalogue of Life:
| Pagurotanais | \| \| Pagurotanais laevis \| \| \| \| \| \| Pagurotanais largoensis \| \| \| \| |
|              | \| \| Pagurotanais laevis \| \| \| \| \| \| Pagurotanais largoensis \| \| \| \| |
|              | Hodometrica                                                                     |
|              |                                                                                 |
|              | Indoapseudes                                                                    |
|              |                                                                                 |
|              | Macrolabrum                                                                     |
|              |                                                                                 |
|              | Msangia                                                                         |
|              |                                                                                 |
|              | Pagurapseudes                                                                   |
|              |                                                                                 |
|              | Pagurapseudopsis                                                                |
|              |                                                                                 |
|              | Parapagurapseudopsis                                                            |
|              |                                                                                 |
|              | Pagurotanais laevis                                                             |
|              |                                                                                 |
|              | Pagurotanais largoensis                                                         |
|              |                                                                                 |

|  | Pagurotanais laevis     |
|  |                         |
|  | Pagurotanais largoensis |
|  |                         |